# Juan Wedel
Juan José Wedel (* 28. Juni 1944; † 20. November 2013 in San José, Costa Rica) war ein costa-ricanischer Bogenschütze.
Wedel nahm an zwei Olympischen Spielen teil; bei den Olympischen Spielen 1976 in Montréal belegte er Rang 34; 1980 in Moskau wurde er 35.
Nach seiner aktiven Laufbahn gehörte er der Associacion de Tiro con Arco de Costa Rica an.